# Magod, Ranibennur
Magod là một làng thuộc tehsil Ranibennur, huyện Haveri, bang Karnataka, Ấn Độ.